# Nielsen USTA Pro Tennis Championship 2006
Il Nielsen USTA Pro Tennis Championship 2006 è stato un torneo di tennis facente parte della categoria ATP Challenger Series nell'ambito dell'ATP Challenger Series 2006. Il torneo si è giocato a Winnetka negli Stati Uniti dal 3 al 9 luglio 2006 su campi in cemento.

## Vincitori

### Singolare
Sam Querrey ha battuto in finale  Andrea Stoppini con il punteggio di 6–2, 6–3

### Doppio
Cecil Mamiit /  Eric Taino hanno battuto in finale  Scoville Jenkins /  Rajeev Ram con il punteggio di 6–2, 6–4